# Репаблик (аэропорт)
Аэропо́рт Репа́блик (ИАТА: FRG, ИКАО: KFRG) — региональный гражданский аэропорт в Ист-Фармингдейле, Нью-Йорк, США. Используется преимущественно частной и корпоративной авиацией, а также несколькими лётными школами.
В прошлом на территории аэродрома располагался авиастроительный комплекс, где в разные годы велось производство самолётов компаний Fairchild Aircraft, Grumman Corporation и Republic Aviation. В 1987 году завод был продан, а на его месте открылся торговый центр.

## Описание
Репаблик имеет общую площадь в 213 гектаров и две ВПП с асфальтовым покрытием: 14/32 (2083 метра) и 1/19 (1681 метр). В 2011 году на аэродроме было выполнено 188 642 взлётов и посадок, из которых 95% приходились на авиацию общего назначения и 5% на воздушное такси, менее одного процента на другие виды авиации, включая военную. Всего на тот момент на аэродроме базировалось 508 воздушных судов, из которых 72% составляли одномоторные самолёты, 15% — двухмоторные винтовые, 9% реактивные и 4% — вертолёты.
По данным ФАА, аэропорт обслужил 3586 пассажиров в 2008, 2866 в 2009, и 2783 в 2010 годах.
Аэропорт располагает двухэтажным терминалом, из которого совершаются чартерные рейсы в близлежащие города (Атлантик-Сити, Тетерборо и другие). Три компании (SheltAir, Republic Jet Center и Atlantic Aviation) предоставляют услуги во обслуживанию воздушных судов для корпоративной и лёгкой авиации. Также в аэропорту располагается штаб отряда «L» полиции штата Нью-Йорк.
На территории аэродрома работает военно-воздушный музей «American Airpower Museum», а также несколько школ по обучению пилотов.